# Saison 2014 de l'Impact de Montréal
Maillots
Chronologie
Saison précédente Saison suivante
La saison 2014 de l'Impact de Montréal est la troisième saison en Major League Soccer (D1 nord-américaine) de l'histoire du club.

## Avant-saison

### Transferts
| Date                 | Nom                   | Nationalité        | Poste                | Modalité                                                        | Provenance/Destination                    |
| Recrutement hivernal |                       |                    |                      |                                                                 |                                           |
| 18 décembre 2013     | Frank Klopas          | États-Unis         | Entraineur-chef      | Signé libre (3 ans)                                             | Fire de Chicago                           |
| 16 janvier 2014      | Eric Miller           | États-Unis         | Arrière droit        | 5e choix du MLS SuperDraft (contrat Génération Adidas)          | Creighton Bluejays                        |
| 16 janvier 2014      | George Malki          | États-Unis         | Milieu de terrain    | 37e choix du MLS SuperDraft                                     | Cal Poly Mustangs                         |
| 21 janvier 2014      | Pete Caringi          | États-Unis         | Buteur               | 48e choix du MLS SuperDraft                                     | Terrapins du Maryland Baltimore Bohemians |
| 21 janvier 2014      | Jordan Ongaro         | Canada             | Buteur               | 67e choix du MLS SuperDraft                                     | Aztecs de San Diego State                 |
| 3 février 2014       | Nikólaos Kounenákis   | Grèce              | Entraineur assistant | Signé libre                                                     | OFI Crète                                 |
| 10 février 2014      | Andrés Romero         | Argentine          | Attaquant polyvalent | Prêt (1 an)                                                     | Tombense FC                               |
| 14 février 2014      | Santiago González     | Uruguay            | Attaquant            | Transfert (processus de découverte)                             | Sud América                               |
| 6 mars 2014          | Heath Pearce          | États-Unis         | Arrière gauche       | Signé libre                                                     | Red Bulls de New York                     |
| 4 avril 2014         | Jack McInerney        | États-Unis         | Buteur               | Echange contre Andrew Wenger                                    | Union de Philadelphie                     |
| 16 mai 2014          | Issey Nakajima-Farran | Canada             | Milieu offensif      | Echange contre Collen Warner                                    | Toronto FC                                |
| 2 juin 2014          | Mamadou Danso         | Gambie             | Défenseur central    | Echange contre un choix de 2e ronde lors du MLS SuperDraft 2015 | Portland Timbers                          |
| 6 juin 2014          | Mechack Jérôme        | Haïti              | Arrière droit        | Signé libre                                                     | Sporting Kansas City                      |
| 11 juin 2014         | Gorka Larrea          | Espagne            | Milieu de terrain    | Signé libre                                                     | CD Numancia                               |
| 26 juin 2014         | Krzysztof Król        | Pologne            | Arrière gauche       | Signé libre                                                     | Piast Gliwice                             |
| 3 juillet 2014       | Jérémy Gagnon-Laparé  | Canada             | Milieu défensif      | Premier contrat professionnel                                   | Impact de Montréal U23                    |
| 29 juillet 2014      | Dilly Duka            | États-Unis         | Milieu offensif      | Echange contre Sanna Nyassi                                     | Chicago Fire                              |
| 1er août 2014        | Anthony Jackson-Hamel | Canada             | Attaquant            | Premier contrat professionnel                                   | Impact de Montréal U23                    |
| 13 août 2014         | Ignacio Piatti        | Argentine          | Milieu offensif      | Recruté comme joueur désigné                                    | San Lorenzo de Almagro                    |
| 26 août 2014         | Gege Soriola          | Nigeria            | Défenseur central    | Signé libre                                                     | Free State Stars                          |
| 12 septembre 2014    | Louis Béland-Goyette  | Canada             | Milieu               | Premier contrat professionnel                                   | Impact de Montréal U23                    |
| 18 septembre 2014    | James Bissue          | Ghana              | Milieu               | Signé libre                                                     | Sekondi Wise Fighters                     |
| Départs              |                       |                    |                      |                                                                 |                                           |
| 7 novembre 2013      | Alessandro Nesta      | Italie             | Défenseur central    | Retraite sportive                                               | retraite sportive                         |
| 25 novembre 2013     | Paolo DelPiccolo      | États-Unis         | Milieu défensif      | Option de contrat non exercée puis repêchage au Waiver Draft    | Revolution de la Nouvelle-Angleterre      |
| 25 novembre 2013     | Maximiliano Rodriguez | Argentine          | Milieu défensif      | Option de contrat non exercée                                   | Argentinos Juniors                        |
| 9 décembre 2013      | Siniša Ubiparipović   | Bosnie-Herzégovine | Milieu de terrain    | Option de contrat non exercée                                   | Fury d'Ottawa                             |
| 10 décembre 2013     | Davy Arnaud           | États-Unis         | Milieu de terrain    | Transfert contre une place de joueur étranger pour 2014 et 2015 | D.C. United                               |
| 15 décembre 2013     | Andrea Pisanu         | Italie             | Milieu de terrain    | Fin de prêt                                                     | Bologne FC 1909                           |
| 18 décembre 2013     | Marco Schällibaum     | Suisse             | Entraineur-chef      | Remercié                                                        | sans club                                 |
| 18 décembre 2013     | Philippe Eullaffroy   | France             | Entraineur adjoint   | Restructuration                                                 | Impact de Montréal U23                    |
| 19 décembre 2013     | Zarek Valentin        | États-Unis         | Arrière droit        | Transfert définitif                                             | FK Bodø/Glimt                             |
| 19 décembre 2013     | Daniele Paponi        | Italie             | Attaquant            | Fin de prêt                                                     | Bologne FC 1909                           |
| 28 mars 2014         | Zakaria Messoudi      | Canada             | Milieu de terrain    | Prêt (1 an)                                                     | Fury d'Ottawa                             |
| 4 avril 2014         | Andrew Wenger         | États-Unis         | Buteur               | Echange contre Jack McInerney                                   | Union de Philadelphie                     |
| 13 mai 2014          | Blake Smith           | États-Unis         | Ailier gauche        | Prêt (1 an)                                                     | Indy Eleven                               |
| 16 mai 2014          | Collen Warner         | États-Unis         | Milieu défensif      | Echange contre Issey Nakajima-Farran                            | Toronto FC                                |
| 12 juin 2014         | Jeb Brovsky           | États-Unis         | Arrière gauche       | Echange contre un choix de 2e ronde lors du MLS SuperDraft 2016 | New York City FC                          |
| 25 juin 2014         | Nelson Rivas          | Colombie           | Défenseur central    | Libéré                                                          |                                           |
| 26 juin 2014         | Mechack Jérôme        | Haïti              | Arrière droit        | Libéré                                                          |                                           |
| 30 juin 2014         | Hernán Bernardello    | Argentine          | Milieu récupérateur  | Option de contrat non levée                                     | CD Cruz Azul                              |
| 29 juillet 2014      | Sanna Nyassi          | Gambie             | Milieu offensif      | Echange contre Dilly Duka                                       | Chicago Fire                              |
| 30 juillet 2014      | Nick De Santis        | Canada             | Directeur sportif    | Relevé de ses fonctions                                         | Impact de Montréal                        |
| 1er août 2014        | Santiago González     | Uruguay            | Attaquant            | Prêt                                                            | Danubio FC                                |

## Préparation
La préparation de la saison débute le 27 janvier 2014 au Complexe sportif Marie-Victorin de Montréal, trois jours après les tests d'aptitude physique des joueurs. Lors de cette préparation, Oussama Essabr est une nouvelle fois mis à l'essai ainsi que Yann Ekra.

### Stage en Floride
Cette année encore, l'Impact réalise un stage en Floride à partir du 14 février 2014. À cette occasion, le club défend son titre et dispute la Walt Disney World Pro Soccer Classic. Le groupe professionnel est complété par quatre joueurs de l'académie (Jason Beaulieu, Amine Meftouh, Jérémy Gagnon-Laparé et Victor N'Diaye) ainsi que le repêché George Malki, toujours à l'essai. Le 19 février, Heath Pearce rejoint le groupe dans le cadre d'un essai tandis que Nelson Rivas, blessé retourne à Montréal.

## Major League Soccer 2014
| Match 1           | FC Dallas                                                      | 3-2   | Impact de Montréal                                 | Toyota Stadium, Frisco                      |                                             |
| 8 mars 2014 20h30 | Castillo 16e · Hernandez 19e · Pérez 24e (pen.) · Díaz 47e 50e | (2-1) | 10e Nyassi · 17e Ferrari · 60e Nyassi · 65e Wenger | Spectateurs : 18 011 Arbitrage : Jorge Luna | Spectateurs : 18 011 Arbitrage : Jorge Luna |
| 8 mars 2014 20h30 | Rapport                                                        |       |                                                    | Spectateurs : 18 011 Arbitrage : Jorge Luna | Spectateurs : 18 011 Arbitrage : Jorge Luna |

| Match 2            | Dynamo de Houston                     | 1-0   | Impact de Montréal      | BBVA Compass Stadium, Houston                |                                              |
| 15 mars 2014 20h30 | Sarkodie 35e · Bruin 40e · Taylor 52e | (1-0) | 59e Felipe · 77e Camara | Spectateurs : 18 245 Arbitrage : Yader Reyes | Spectateurs : 18 245 Arbitrage : Yader Reyes |
| 15 mars 2014 20h30 | Rapport                               |       |                         | Spectateurs : 18 245 Arbitrage : Yader Reyes | Spectateurs : 18 245 Arbitrage : Yader Reyes |

| Match 3            | Impact de Montréal | 0-2   | Sounders de Seattle            | Stade olympique, Montréal                          |                                                    |
| 23 mars 2014 16h00 | Camara 45+1e       | (0-1) | 8e (csc) Perkins · 58e Martins | Spectateurs : 27 207 Arbitrage : Armando Villareal | Spectateurs : 27 207 Arbitrage : Armando Villareal |
| 23 mars 2014 16h00 | Rapport            |       |                                | Spectateurs : 27 207 Arbitrage : Armando Villareal | Spectateurs : 27 207 Arbitrage : Armando Villareal |

| Match 4            | Union de Philadelphie      | 1-1   | Impact de Montréal                    | PPL Park, Chester                                |                                                  |
| 29 mars 2014 16h00 | Nogueira 35e · Fabinho 48e | (1-0) | 26e Camara · 76e Wenger · 80e Di Vaio | Spectateurs : 15 691 Arbitrage : Edvin Jurisevic | Spectateurs : 15 691 Arbitrage : Edvin Jurisevic |
| 29 mars 2014 16h00 | Rapport                    |       |                                       | Spectateurs : 15 691 Arbitrage : Edvin Jurisevic | Spectateurs : 15 691 Arbitrage : Edvin Jurisevic |

| Match 5            | Impact de Montréal     | 2-2   | New York Red Bulls                     | Stade olympique, Montréal                        |                                                  |
| 5 avril 2014 16h00 | Romero 5e · Felipe 59e | (1-2) | 31e Steele · 34e Luyindula · Luyindula | Spectateurs : 24 071 Arbitrage : Silviu Petrescu | Spectateurs : 24 071 Arbitrage : Silviu Petrescu |
| 5 avril 2014 16h00 | Rapport                |       |                                        | Spectateurs : 24 071 Arbitrage : Silviu Petrescu | Spectateurs : 24 071 Arbitrage : Silviu Petrescu |

| Match 6             | Impact de Montréal           | 1-1   | Fire de Chicago                       | Stade olympique, Montréal                           |                                                     |
| 12 avril 2014 16h00 | McInerney 43e · Camara 90+2e | (1-0) | 44e Nyarko · 54e Amarikwa · 66e Magee | Spectateurs : 19 313 Arbitrage : José Carlos Rivero | Spectateurs : 19 313 Arbitrage : José Carlos Rivero |
| 12 avril 2014 16h00 | Rapport                      |       |                                       | Spectateurs : 19 313 Arbitrage : José Carlos Rivero | Spectateurs : 19 313 Arbitrage : José Carlos Rivero |

| Match 7             | Sporting Kansas City                                          | 4-0   | Impact de Montréal                                  | Sporting Park, Kansas City                       |                                                  |
| 19 avril 2014 20h30 | Mallace 31e (csc) · Collin 71e · Dwyer 74e 86e · Peterson 89e | (1-0) | 38e Mapp · 52e Ferrari · 73e Ouimette · 80e Mallace | Spectateurs : 20 306 Arbitrage : Hilario Grajeda | Spectateurs : 20 306 Arbitrage : Hilario Grajeda |
| 19 avril 2014 20h30 | Rapport                                                       |       |                                                     | Spectateurs : 20 306 Arbitrage : Hilario Grajeda | Spectateurs : 20 306 Arbitrage : Hilario Grajeda |

| Match 8             | Impact de Montréal                                   | 1-0   | Union de Philadelphie | Stade Saputo, Montréal                            |                                                   |
| 26 avril 2014 16h00 | Felipe 14e · Ouimette 17e · Camara 37e · Brovsky 40e | (1-0) | 2e Edu · 84e Gaddis   | Spectateurs : 19 075 Arbitrage : Baldomero Toledo | Spectateurs : 19 075 Arbitrage : Baldomero Toledo |
| 26 avril 2014 16h00 | Rapport                                              |       |                       | Spectateurs : 19 075 Arbitrage : Baldomero Toledo | Spectateurs : 19 075 Arbitrage : Baldomero Toledo |

| Match 9           | Impact de Montréal           | 0-3   | Sporting Kansas City                        | Stade Saputo, Montréal                        |                                               |
| 10 mai 2014 16h00 | Warner 17e · Bernardello 38e | (0-2) | 18e (pen.) Dwyer · 34e Nagamura · 64e Dwyer | Spectateurs : 16 529 Arbitrage : Jair Marrufo | Spectateurs : 16 529 Arbitrage : Jair Marrufo |
| 10 mai 2014 16h00 | Rapport                      |       |                                             | Spectateurs : 16 529 Arbitrage : Jair Marrufo | Spectateurs : 16 529 Arbitrage : Jair Marrufo |

| Match 10          | DC United                           | 1-1   | Impact de Montréal                              | RFK Stadium, Washington                       |                                               |
| 17 mai 2014 19h00 | DeLeon 77e · Johnson 84e · Neal 85e | (0-0) | 56e McInerney · 67e Bernardello · 90+2e Bernier | Spectateurs : 14 106 Arbitrage : Sorin Stoica | Spectateurs : 14 106 Arbitrage : Sorin Stoica |
| 17 mai 2014 19h00 | Rapport                             |       |                                                 | Spectateurs : 14 106 Arbitrage : Sorin Stoica | Spectateurs : 14 106 Arbitrage : Sorin Stoica |

| Match 11          | Colorado Rapids                                                | 4-1   | Impact de Montréal       | Dick's Sporting Goods Park, Commerce City |                      |
| 24 mai 2014 21h00 | Powers 5e (pen.) 84e · Hill 54e · O'Neill 58e 90+2e · Moor 72e | (1-0) | 40e Lefèvre · 67e Romero | Spectateurs : 17 616                      | Spectateurs : 17 616 |
| 24 mai 2014 21h00 | Rapport                                                        |       |                          | Spectateurs : 17 616                      | Spectateurs : 17 616 |

| Match 12          | Impact de Montréal                     | 2-0   | New England Revolution   | Stade Saputo, Montréal                           |                                                  |
| 31 mai 2014 19h00 | Romero 3e · McInerney 38e · Felipe 63e | (2-0) | 40e Dorman · 76e Bunbury | Spectateurs : 19 068 Arbitrage : Silviu Petrescu | Spectateurs : 19 068 Arbitrage : Silviu Petrescu |
| 31 mai 2014 19h00 | Rapport                                |       |                          | Spectateurs : 19 068 Arbitrage : Silviu Petrescu | Spectateurs : 19 068 Arbitrage : Silviu Petrescu |

| Match 13           | Impact de Montréal                                                    | 2-4   | DC United                                                           | Stade Saputo, Montréal                         |                                                |
| 11 juin 2014 19h00 | McInerney 12e · Romero 21e 25e · Ouimette 30e · Bernier · Lefèvre 81e | (2-4) | 6e 39e 45+5e (pen.) Silva · 23e DeLeon · 33e Espindola · 87e Arnaud | Spectateurs : 14 135 Arbitrage : Mark Kadlecik | Spectateurs : 14 135 Arbitrage : Mark Kadlecik |
| 11 juin 2014 19h00 | Rapport                                                               |       |                                                                     | Spectateurs : 14 135 Arbitrage : Mark Kadlecik | Spectateurs : 14 135 Arbitrage : Mark Kadlecik |

| Match 14          | Vancouver Whitecaps         | 0-0   | Impact de Montréal                   | BC Place, Vancouver                           |                                               |
| 25 mai 2014 22h00 | Mitchell 82e · Koffie 90+3e | (0-0) | 10e Tissot · 33e Romero · 74e Larrea | Spectateurs : 21 000 Arbitrage : Drew Fischer | Spectateurs : 21 000 Arbitrage : Drew Fischer |
| 25 mai 2014 22h00 | Rapport                     |       |                                      | Spectateurs : 21 000 Arbitrage : Drew Fischer | Spectateurs : 21 000 Arbitrage : Drew Fischer |

| Match 15           | Impact de Montréal                           | 3-0   | Houston Dynamo          | Stade Saputo, Montréal                              |                                                     |
| 11 juin 2014 19h30 | Tissot 22e · McInerney 41e 75e · Di Vaio 79e | (1-0) | 16e Cochran · 52e Bruin | Spectateurs : 16 752 Arbitrage : José Carlos Rivero | Spectateurs : 16 752 Arbitrage : José Carlos Rivero |
| 11 juin 2014 19h30 | Rapport                                      |       |                         | Spectateurs : 16 752 Arbitrage : José Carlos Rivero | Spectateurs : 16 752 Arbitrage : José Carlos Rivero |

| Match 17              | Impact de Montréal                                               | 1-2   | Sporting Kansas City               | Stade Saputo, Montréal                           |                                                  |
| 12 juillet 2014 19h30 | Di Vaio 28e · Felipe 31e · Romero 41e · Król 64e · Di Vaio 90+2e | (1-1) | 4e Dwyer · 32e Sinovic · 89e Dwyer | Spectateurs : 17 155 Arbitrage : Hilario Grajeda | Spectateurs : 17 155 Arbitrage : Hilario Grajeda |
| 12 juillet 2014 19h30 | Rapport                                                          |       |                                    | Spectateurs : 17 155 Arbitrage : Hilario Grajeda | Spectateurs : 17 155 Arbitrage : Hilario Grajeda |

| Match 18              | Columbus Crew | 2-1   | Impact de Montréal       | Columbus Crew Stadium, Columbus              |                                              |
| 19 juillet 2014 19h30 | Añor 56e 75e  | (0-1) | 35e Di Vaio · 70e Camara | Spectateurs : 21 112 Arbitrage : Dave Gantar | Spectateurs : 21 112 Arbitrage : Dave Gantar |
| 19 juillet 2014 19h30 | Rapport       |       |                          | Spectateurs : 21 112 Arbitrage : Dave Gantar | Spectateurs : 21 112 Arbitrage : Dave Gantar |

| Match 19              | Real Salt Lake                                 | 3-1   | Impact de Montréal                                   | Rio Tinto Stadium, Sandy                      |                                               |
| 24 juillet 2014 22h00 | Mulholland 3e · Wingert 18e · Garcia 70e 90+3e | (1-1) | 31e Camara · 65e Nakajima-Farran · 82e Gagnon-Laparé | Spectateurs : 20 398 Arbitrage : Drew Fischer | Spectateurs : 20 398 Arbitrage : Drew Fischer |
| 24 juillet 2014 22h00 | Rapport                                        |       |                                                      | Spectateurs : 20 398 Arbitrage : Drew Fischer | Spectateurs : 20 398 Arbitrage : Drew Fischer |

| Match 20              | Impact de Montréal                                 | 2-3   | Portland Timbers                             | Stade Saputo, Montréal                           |                                                  |
| 27 juillet 2014 20h00 | Romero 13e · Camara 32e · Bernier 42e · Tissot 44e | (2-2) | 34e Urruti · 40e (pen.) Johnson · 82e Valeri | Spectateurs : 14 715 Arbitrage : Silviu Petrescu | Spectateurs : 14 715 Arbitrage : Silviu Petrescu |
| 27 juillet 2014 20h00 | Rapport                                            |       |                                              | Spectateurs : 14 715 Arbitrage : Silviu Petrescu | Spectateurs : 14 715 Arbitrage : Silviu Petrescu |

| Match 21          | Impact de Montréal                  | 0-2   | Toronto FC               | Stade Saputo, Montréal                             |                                                    |
| 2 août 2014 17h00 | Król 32e · Ferrari 52e · Camara 77e | (0-1) | 11e Gilberto · 54e Moore | Spectateurs : 16 665 Arbitrage : Armando Villareal | Spectateurs : 16 665 Arbitrage : Armando Villareal |
| 2 août 2014 17h00 | Rapport                             |       |                          | Spectateurs : 16 665 Arbitrage : Armando Villareal | Spectateurs : 16 665 Arbitrage : Armando Villareal |

| Match 22          | Union de Philadelphie | 2-1   | Impact de Montréal | PPL Park, Chester                              |                                                |
| 9 août 2014 19h00 | Le Toux 12e 63e       | (1-0) | 79e Tissot         | Spectateurs : 18 703 Arbitrage : Fotis Bazakos | Spectateurs : 18 703 Arbitrage : Fotis Bazakos |
| 9 août 2014 19h00 | Rapport               |       |                    | Spectateurs : 18 703 Arbitrage : Fotis Bazakos | Spectateurs : 18 703 Arbitrage : Fotis Bazakos |

| Match 23           | Impact de Montréal       | 1-0   | Chicago Fire | Stade Saputo, Montréal                       |                                              |
| 16 août 2014 18h30 | Larrea 70e · Di Vaio 84e | (0-0) | 24e Ianni    | Spectateurs : 17 132 Arbitrage : Kevin Stott | Spectateurs : 17 132 Arbitrage : Kevin Stott |
| 16 août 2014 18h30 | Rapport                  |       |              | Spectateurs : 17 132 Arbitrage : Kevin Stott | Spectateurs : 17 132 Arbitrage : Kevin Stott |

| Match 24           | New York Red Bulls                      | 4-2   | Impact de Montréal    | Red Bull Arena, Harrison                      |                                               |
| 23 août 2014 19h00 | Henry 53e 67e · Wright-Phillips 74e 90e | (0-1) | 37e Duka · 79e Romero | Spectateurs : 17 891 Arbitrage : Sorin Stoica | Spectateurs : 17 891 Arbitrage : Sorin Stoica |
| 23 août 2014 19h00 | Rapport                                 |       |                       | Spectateurs : 17 891 Arbitrage : Sorin Stoica | Spectateurs : 17 891 Arbitrage : Sorin Stoica |

| Match 25           | Impact de Montréal                                    | 2-0   | Columbus Crew                        | Stade Saputo, Montréal                       |                                              |
| 30 août 2014 19h30 | Piatti 32e 40e · Camara 64e · Bush 69e · Piatti 90+5e | (1-0) | 34e Tchani · 81e Trapp · 85e Francis | Spectateurs : 15 995 Arbitrage : Juan Guzmán | Spectateurs : 15 995 Arbitrage : Juan Guzmán |
| 30 août 2014 19h30 | Rapport                                               |       |                                      | Spectateurs : 15 995 Arbitrage : Juan Guzmán | Spectateurs : 15 995 Arbitrage : Juan Guzmán |

| Match 26               | Houston Dynamo             | 3-2   | Impact de Montréal                 | BBVA Compass Stadium, Houston                  |                                                |
| 6 septembre 2014 20h30 | Barnes 30e 62e · Clark 65e | (1-1) | 40e Duka · 55e Piatti · 71e Felipe | Spectateurs : 18 501 Arbitrage : Fotis Bazakos | Spectateurs : 18 501 Arbitrage : Fotis Bazakos |
| 6 septembre 2014 20h30 | Rapport                    |       |                                    | Spectateurs : 18 501 Arbitrage : Fotis Bazakos | Spectateurs : 18 501 Arbitrage : Fotis Bazakos |

| Match 27                | Impact de Montréal                                      | 2-2   | Los Angeles Galaxy                                  | Stade Saputo, Montréal                           |                                                  |
| 10 septembre 2014 19h30 | Di Vaio 28e · Piatti 43e 53e · Felipe 80e · Mallace 87e | (2-0) | 37e Gargan · 45e Leonardo · 59e Zardes · 64e Gordon | Spectateurs : 13 916 Arbitrage : Hilario Grajeda | Spectateurs : 13 916 Arbitrage : Hilario Grajeda |
| 10 septembre 2014 19h30 | [ Rapport]                                              |       |                                                     | Spectateurs : 13 916 Arbitrage : Hilario Grajeda | Spectateurs : 13 916 Arbitrage : Hilario Grajeda |

| Match 28                | New England Revolution                            | 2-1   | Impact de Montréal                        | Gillette Stadium, Foxborough                |                                             |
| 13 septembre 2014 19h30 | Farrell 17e · Rowe 23e · Nguyen 25e · Bunbury 48e | (2-1) | 13e Mallace · 47e, 62e Król · 66e Lefèvre | Spectateurs : 19 665 Arbitrage : Alan Kelly | Spectateurs : 19 665 Arbitrage : Alan Kelly |
| 13 septembre 2014 19h30 | Rapport                                           |       |                                           | Spectateurs : 19 665 Arbitrage : Alan Kelly | Spectateurs : 19 665 Arbitrage : Alan Kelly |

| Match 29                | Impact de Montréal       | 2-0   | San Jose Earthquakes | Stade Saputo, Montréal                             |                                                    |
| 20 septembre 2014 19h30 | McInerney 81e · Duka 88e | (0-0) |                      | Spectateurs : 15 800 Arbitrage : Daniel Fitzgerald | Spectateurs : 15 800 Arbitrage : Daniel Fitzgerald |
| 20 septembre 2014 19h30 | Rapport                  |       |                      | Spectateurs : 15 800 Arbitrage : Daniel Fitzgerald | Spectateurs : 15 800 Arbitrage : Daniel Fitzgerald |

| Match 30                | Columbus Crew                                                       | 2-0   | Impact de Montréal              | Columbus Crew Stadium, Columbus               |                                               |
| 27 septembre 2014 19h30 | Finlay 2e · Tchani 49e · Higuaín 58e (pen.) · Wahl 63e · Finlay 67e | (1-0) | 56e Gagnon-Laparé · 77e Ferrari | Spectateurs : 20 318 Arbitrage : Sorin Stoica | Spectateurs : 20 318 Arbitrage : Sorin Stoica |
| 27 septembre 2014 19h30 | Rapport                                                             |       |                                 | Spectateurs : 20 318 Arbitrage : Sorin Stoica | Spectateurs : 20 318 Arbitrage : Sorin Stoica |

| Match 31             | Chicago Fire | 0-0   | Impact de Montréal | Toyota Park, Bridgeview                      |                                              |
| 5 octobre 2014 17h00 | Segares 88e  | (0-0) | 65e Camara         | Spectateurs : 17 915 Arbitrage : Mark Geiger | Spectateurs : 17 915 Arbitrage : Mark Geiger |
| 5 octobre 2014 17h00 | Rapport      |       |                    | Spectateurs : 17 915 Arbitrage : Mark Geiger | Spectateurs : 17 915 Arbitrage : Mark Geiger |

| Match 32              | Impact de Montréal | 2-2   | New England Revolution            | Stade Saputo, Montréal                        |                                               |
| 11 octobre 2014 16h00 | Di Vaio 12e 39e    | (2-1) | 16e Rowe · 47e Jones · 69e Nguyen | Spectateurs : 14 389 Arbitrage : Geoff Gamble | Spectateurs : 14 389 Arbitrage : Geoff Gamble |
| 11 octobre 2014 16h00 | [ Rapport]         |       |                                   | Spectateurs : 14 389 Arbitrage : Geoff Gamble | Spectateurs : 14 389 Arbitrage : Geoff Gamble |

| Match 33              | Toronto FC                                                                   | 1-1   | Impact de Montréal                                                           | BMO Field, Toronto                                |                                                   |
| 18 octobre 2014 14h00 | Creavalle 20e · Jackson 88e · Osorio 90+3e · Bendik 90+4e · De Rosario 90+5e | (1-1) | 55e Camara · 39e Felipe · 55e Ferrari · 82e Pearce · 90e Bush · 90+5e Camara | Spectateurs : 18 329 Arbitrage : Baldomero Toledo | Spectateurs : 18 329 Arbitrage : Baldomero Toledo |
| 18 octobre 2014 14h00 | Rapport                                                                      |       |                                                                              | Spectateurs : 18 329 Arbitrage : Baldomero Toledo | Spectateurs : 18 329 Arbitrage : Baldomero Toledo |

| Match 34              | Impact de Montréal        | 1-1   | DC United     | Stade Saputo, Montréal                           |                                                  |
| 25 octobre 2014 16h00 | Di Vaio 26e · Mallace 40e | (1-0) | 86e Espíndola | Spectateurs : 15 242 Arbitrage : Silviu Petrescu | Spectateurs : 15 242 Arbitrage : Silviu Petrescu |
| 25 octobre 2014 16h00 | Rapport                   |       |               | Spectateurs : 15 242 Arbitrage : Silviu Petrescu | Spectateurs : 15 242 Arbitrage : Silviu Petrescu |

### Championnat canadien de soccer 2014

#### Demi-finale
| 7 mai 2014 | FC Edmonton                                      | 2-1 | Impact de Montréal                      | Clarke Stadium, Edmonton                        |                                                 |
| 21:30      | Jones 45e · Ameobi 60e · Moses 56e · Nonni 90+1e |     | 41e Camara · 56e McInerney · 82e Pearce | Spectateurs : 1 946 Arbitrage : Silviu Petrescu | Spectateurs : 1 946 Arbitrage : Silviu Petrescu |
| 21:30      | Rapport                                          |     |                                         | Spectateurs : 1 946 Arbitrage : Silviu Petrescu | Spectateurs : 1 946 Arbitrage : Silviu Petrescu |

| 14 mai 2014 | Impact de Montréal                                     | 4-2 | FC Edmonton                                                      | Stade Saputo, Montréal                        |                                               |
| 19:30       | McInerney 10e 17e · Brovsky 47e · Bernier 90+5e (pen.) |     | 45+3e Edward · 67e 70e (pen.) Jonke · 79e Boakai · 90+5e Hlavaty | Spectateurs : 12 826 Arbitrage : Drew Fischer | Spectateurs : 12 826 Arbitrage : Drew Fischer |
| 19:30       | Rapport                                                |     |                                                                  | Spectateurs : 12 826 Arbitrage : Drew Fischer | Spectateurs : 12 826 Arbitrage : Drew Fischer |

#### Finale
| 28 mai 2014 | Toronto FC          | 1-1 | Impact de Montréal     | BMO Field, Toronto                               |                                                  |
| 19:30       | Henry 20e · Rey 35e |     | 73e Mapp · 83e Lefèvre | Spectateurs : 18 269 Arbitrage : Silviu Petrescu | Spectateurs : 18 269 Arbitrage : Silviu Petrescu |
| 19:30       | Rapport             |     |                        | Spectateurs : 18 269 Arbitrage : Silviu Petrescu | Spectateurs : 18 269 Arbitrage : Silviu Petrescu |

| 4 juin 2014 | Impact de Montréal                  | 1-0 | Toronto FC | Stade Saputo, Montréal                        |                                               |
| 19:30       | Bernardello 4e · Felipe 90+1e 90+2e |     |            | Spectateurs : 13 423 Arbitrage : David Gantar | Spectateurs : 13 423 Arbitrage : David Gantar |
| 19:30       | Rapport                             |     |            | Spectateurs : 13 423 Arbitrage : David Gantar | Spectateurs : 13 423 Arbitrage : David Gantar |

### Ligue des champions de la CONCACAF 2014-2015

#### Phase de groupe: Groupe 3
| Rang | Équipe             | Pts | J | G | N | P | Bp | Bc | Diff |
| ---- | ------------------ | --- | - | - | - | - | -- | -- | ---- |
| 1    | Impact de Montréal | 10  | 4 | 3 | 1 | 0 | 6  | 3  | +3   |
| 2    | New York Red Bulls | 5   | 4 | 1 | 2 | 1 | 3  | 2  | +1   |
| 3    | Club Deportivo FAS | 1   | 4 | 0 | 1 | 3 | 2  | 6  | -4   |

| Résultats (▼dom., ►ext.) |     |     |     |
| Club Deportivo FAS       |     | 0-0 | 2-3 |
| New York Red Bulls       | 2-0 |     | 1-1 |
| Impact de Montréal       | 1-0 | 1-0 |     |

| 5 août 2014 | Impact de Montréal                                             | 1-0   | Club Deportivo FAS       | Stade Saputo, Montréal                    |                                           |
|             | Di Vaio 21e · Larrea 30e · Król 53e · Camara 72e · Di Vaio 77e | (1-0) | 43e Blanco · 77e Mendoza | Spectateurs : 9 209 Arbitrage : Hugo Cruz | Spectateurs : 9 209 Arbitrage : Hugo Cruz |
|             | Rapport                                                        |       |                          | Spectateurs : 9 209 Arbitrage : Hugo Cruz | Spectateurs : 9 209 Arbitrage : Hugo Cruz |

| 20 août 2014 | Club Deportivo FAS                | 2-3   | Impact de Montréal                                                                                | Stade Cuscatlán San Salvador, Salvador |                             |
|              | Moran 33e · Teruel 51e (pen.) 83e | (1-2) | 7e Romero · 8e 60e (pen.) Di Vaio · 62e Ferrari · 73e 73e Felipe · 82e Nakajima-Farran · 87e Król | Arbitrage : Paul Delgadillo            | Arbitrage : Paul Delgadillo |
|              | Rapport                           |       |                                                                                                   | Arbitrage : Paul Delgadillo            | Arbitrage : Paul Delgadillo |

| 17 septembre 2014 | Impact de Montréal                                   | 1-0   | New York Red Bulls            | Stade Saputo Montréal, Canada |                         |
|                   | Di Vaio 16e · Ferrari 26e · Romero 69e · Di Vaio 74e | (1-0) | 21e Perrinelle · 70e 76e Lade | Arbitrage : Neal Brizan       | Arbitrage : Neal Brizan |
|                   | Rapport                                              |       |                               | Arbitrage : Neal Brizan       | Arbitrage : Neal Brizan |

| 22 octobre 2014 | New York Red Bulls | 1-1   | Impact de Montréal                | Red Bull Arena Harrison, New Jersey |                              |
|                 | Lade 84e           | (0-0) | 71e McInerney · 89e Gagnon-Laparé | Arbitrage : Héctor Rodríguez        | Arbitrage : Héctor Rodríguez |
|                 | Rapport            |       |                                   | Arbitrage : Héctor Rodríguez        | Arbitrage : Héctor Rodríguez |

#### Quart-de-finale
| 24-26 février 2015 | CF Pachuca | - | Impact de Montréal | Estadio Hidalgo, Pachuca |  |
|                    |            |   |                    |                          |  |
|                    | [ Rapport] |   |                    |                          |  |

| 3-5 mars 2015 | Impact de Montréal | - | CF Pachuca | Stade olympique, Montréal |  |
|               |                    |   |            |                           |  |
|               | [ Rapport]         |   |            |                           |  |